# 布萊恩·強森
布萊恩·法蘭西斯·強森·德·盧卡（Brian Francis Johnson De Luca，1947年10月5日—），英國歌手和曲詞創作者。1980年，在邦·史考特去世後，他成為澳大利亞搖滾樂隊AC/DC的第三位主唱。英國《衛報》將樂隊成功過渡到強森領班排在搖滾音樂史上50個最關鍵事件的第36位。

## 外部連結
- ACDC.com official website （页面存档备份，存于）
- Brian Johnson interview with Stuck in the '80s podcast